# З Землі на Місяць
«З Землі на Місяць» (англ. From the Earth to the Moon) — американський науково-фантастичний фільм 1958 року. Створений за мотивами роману Жуля Верна «Із Землі на Місяць прямим шляхом за 97 годин 20 хвилин» (1865).

## Сюжет
Друга половина 1860-х років. Зброяр Віктор Барбікен заявляє, що створив нову надпотужну вибухівку. У відповідь йому металург Стайвесант Ніколл оголошує, що винайшов нову надміцну сталь. Опісля відбулися дуелі «вибухівки проти сталі», Барбікена відвідує Президент США, який просить промисловця згорнути виробництво нової вибухової речовини у зв'язку з підозрою інших країн, що США готуються до війни. Однак Барбікен виявляє, що при взаємодії свого винаходу з відкриттям Ніколла виходить дуже міцна і одночасно дуже легка речовина, і вирішує виготовити з нього космічний корабель для польоту на Місяць.
Незабаром судно «Колумбія», що використовує ці дві передові розробки, готове і в політ відправляються Ніколл, Барбікен і його помічник Бен, а також «зайцем» на нього пробирається Вірджинія, дочка Стайвесанта, яка закохалась у Бена. У процесі польоту з'ясовується, що побожний християнин Ніколл пошкодив корабель, оскільки вирішив, що вони займаються не боговигідною справою. Через неполадки корабля Бена з Вірджинією відправляють назад на Землю у рятувальному відсіку корабля, а Барбікен з Ніколлем здійснюють благополучну посадку на земний супутник.

## У ролях
- Джозеф Коттен — Віктор Барбікен, зброяр
- Джордж Сандерс — Стайвесант Ніколл, металург
- Дебра Пейджит — Вірджинія Ніколл, дочка Стайвесанта
- Дон Даббінс  — Бен Шейрп, помічник Віктора Барбікена
- Патрік Ноулс  — Джозеф Картьє
- Карл Есмонд  — Жюль Верн
- Генрі Деніел  — Морган
- Мелвілл Купер — Бенкрофт
- Людвіг Штоссел  — Алдо фон Метц
- Морріс Енкрам  — Вілсс Грант, Президент США (в титрах не вказаний)
- Роберт Кларк  — розповідь за кадром (в титрах не вказаний)
- Ліс Тремейн  — провідний зворотного відліку (у титрах не вказаний)

## Факти
Виробництво стрічки була спочатку кінокомпанія RKO Pictures, але до моменту закінчення зйомок вона вже збанкрутувала, у зв'язку з чим бюджет картини сильно скоротився, не були відзняті прописані в сценарії сцени на самому Місяці, спецефекти були замінені на більш дешеві.